# Inoue Katsunosuke
Inoue Katsunosuke est un nom japonais traditionnel ; le nom de famille (ou le nom d'école), Inoue, précède donc le prénom (ou le nom d'artiste) Katsunosuke.
Inoue Katsunosuke, 2e marquis Inoue (井上 勝之助) (6 août 1861 - 3 novembre 1929) est un homme politique et diplomate japonais.

## Vie publique
Inoue sert comme ministre plénipotentiaire en Belgique en 1898. De 1898 à 1906, il est ministre plénipotentiaire à Berlin, et en 1906 devient le premier ambassadeur japonais à Wilhelmine, poste qu'il occupe jusqu'en 1908. Il est ambassadeur au Royaume-Uni de 1913 à 1916.

## Distinctions

### Décorations japonaises
- Grand cordon de l'Ordre du Soleil levant (3 novembre 1929)
- Chevalier de l'Ordre du Trésor sacré (2e classe) (28 décembre 1902)

### Décorations étrangères

#### Empire allemand
- Chevalier de l'Ordre de la Couronne (3e classe) (20 avril 1892)

#### Belgique
- Commandeur de l'Ordre de Léopold (20 avril 1892)

#### Royaume d'Espagne
- Commandeur de l'Ordre de Charles III d'Espagne (26 octobre 1896)

#### Empire russe
- Chevalier de l'Ordre de Saint-Stanislas (2e classe) (25 juin 1896)

#### Saint-Siège
- Grand-croix de l'Ordre de Saint-Grégoire-le-Grand (12 avril 1923)